# Veltins

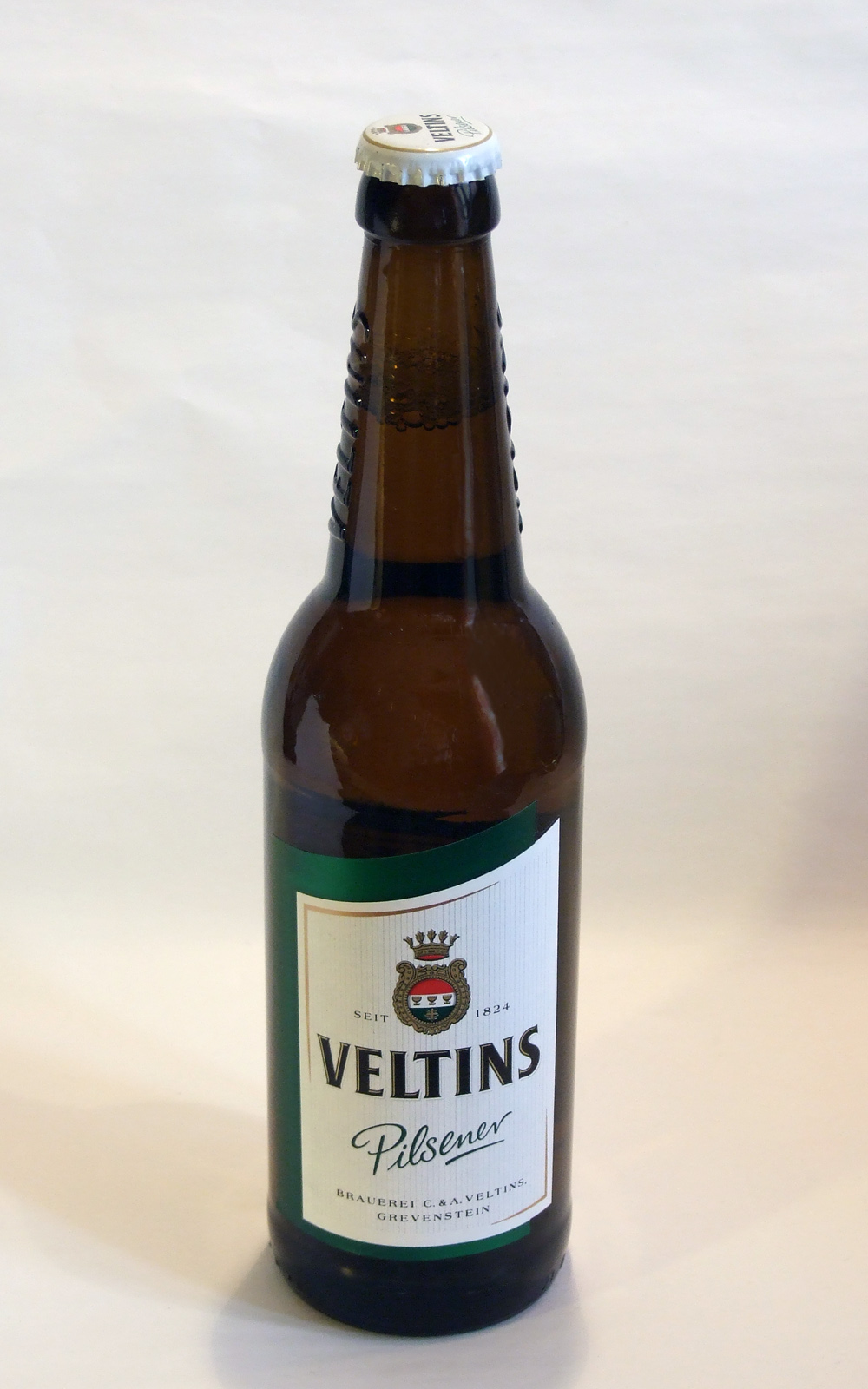
Veltins Pilsener

Veltins est une marque de bière et un brasseur allemand basé à Meschede-Grevenstein.
La société est créée en 1824 comme une brasserie locale par Franz Kremer. Clemens Veltins reprend la brasserie en 1852 et commence à distribuer sa bière dans les tavernes voisines. En 1883, la société introduit ses premiers équipements de réfrigération électrique, alimentés à l'époque par des machines à vapeur. Carl et Anton Veltins prennent les rênes de l'entreprise en 1905 et la renomment Brauerei C & A Veltins, Pendant les années 1920, la propriété est transmise au fils de Carl Veltins, qui installe un système d'embouteillage manuel. La société devient également la première brasserie européenne à traiter ses propres eaux usées.
Le nom actuel Brauerei C & A Veltins vient du fait que les enfants (jumeaux) de Clemens s'appellent Carl et Anton lorsque ces derniers prennent la succession de leur père en 1893. Rosemarie Veltins dirige l'entreprise de 1964 à 1994. Depuis, la direction est assurée par Susanne Veltins.

En 1997, Veltins et l'équipe de Bundesliga Schalke 04 accordent un partenariat de naming pour le stade Veltins-Arena. Cette année-là, la brasserie soutient l'écurie de Formule 1 Williams. Depuis 2015, la société a également la gestion de la piste de bobsleigh, luge et skeleton de Winterberg. 

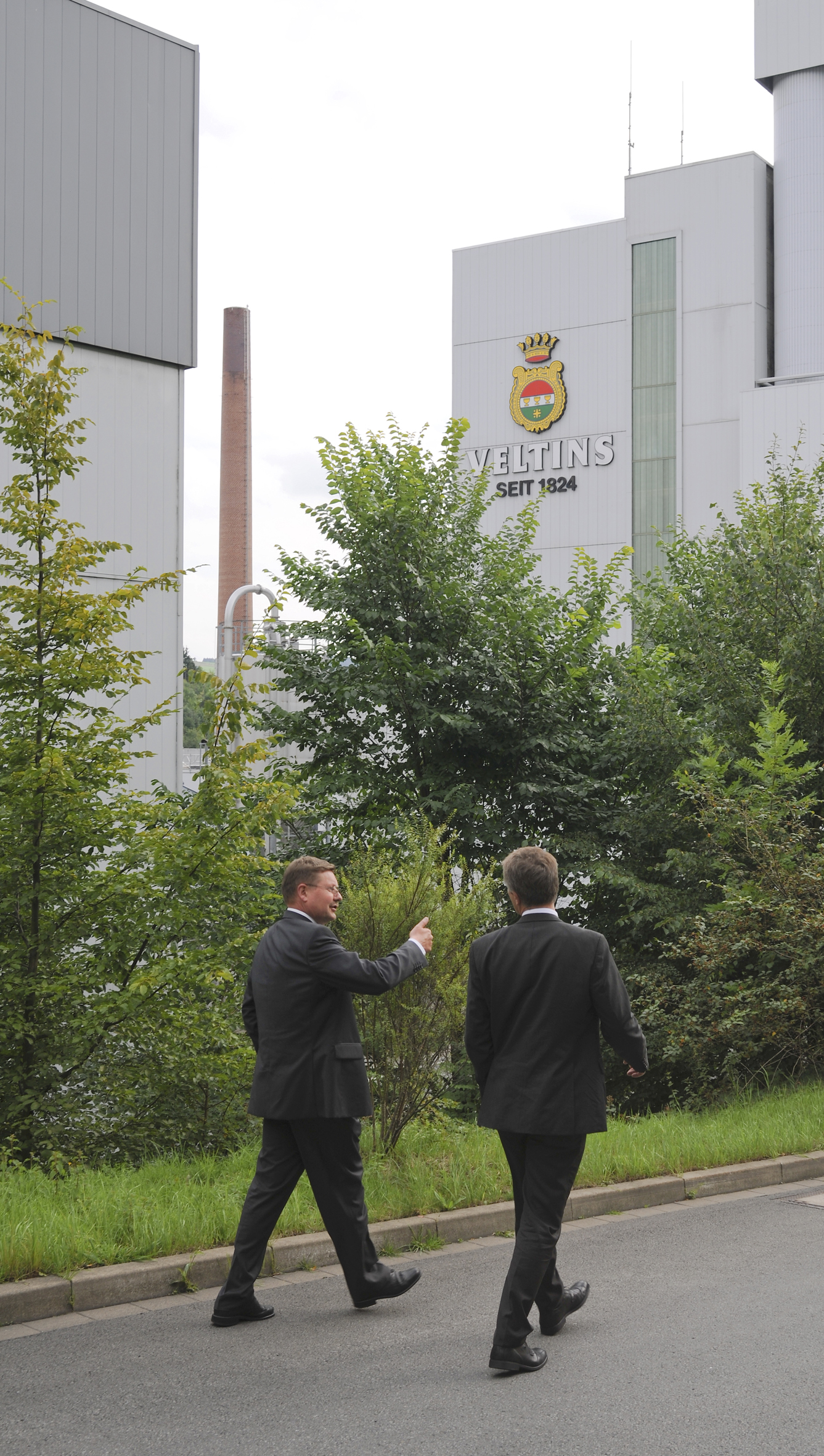
Brasserie Veltins à Meschede